# Tour de Romandía 1966
La 20.ª edición del Tour de Romandía se disputó del 12 de mayo al 15 de mayo de 1966 con un recorrido de 806 km dividido en 5 etapas, con inicio en Ginebra, y final en Lausana.
El vencedor fue el italiano Gianni Motta, cubriendo la prueba a una velocidad media de 35,6 km/h.

## Etapas[1]
| Etapa | Recorrido                 | Km  | Ganador        |
| 1.ªa  | Ginebra-Nyon              | 20  | Franco Bitossi |
| 1.ªb  | Nyon-Haute Nandaz         | 160 | Franco Bitossi |
| 2.ª   | Haute Nandaz-Lausana      | 239 | Gianni Motta   |
| 3.ªa  | Lausana-La Chaux de Fonds | 134 | Karl Brand     |
| 3.ªb  | La Chaux de Fonds         | 39  | Felice Gimondi |
| 4.ª   | La Chaux de Fonds-Lausana | 214 | Franco Bitossi |

## Clasificaciones
Así quedaron los diez primeros de la clasificación general de la segunda edición del Tour de Romandía
| \| 1. \| Gianni Motta \| Italia \| 22h 35'52" \| \| \| 2. \| Raymond Delisle \| Francia \| + 2'32" \| \| \| 3. \| Rolf Maurer \| Suiza \| + 2'51" \| \| \| 4. \| Robert Hagmann \| Suiza \| + 3'14" \| \| \| 5. \| Albert Herger \| Suiza \| + 3'30" \| \| \| 6. \| Louis Rostollan \| Francia \| + 4'13" \| \| \| 7. \| Rudi Zollinger \| Suiza \| + 5'06" \| \| \| 8. \| Jean-Claude Lebaube \| Francia \| + 6'12" \| \| \| 9. \| Silvano Schiavon \| Italia \| + 6'38" \| \| \| 10. \| Felice Gimondi \| Italia \| + 6'58" \| \| |                     |         |            |  |
| 1. | Gianni Motta        | Italia  | 22h 35'52" |  |
| 2. | Raymond Delisle     | Francia | + 2'32"    |  |
| 3. | Rolf Maurer         | Suiza   | + 2'51"    |  |
| 4. | Robert Hagmann      | Suiza   | + 3'14"    |  |
| 5. | Albert Herger       | Suiza   | + 3'30"    |  |
| 6. | Louis Rostollan     | Francia | + 4'13"    |  |
| 7. | Rudi Zollinger      | Suiza   | + 5'06"    |  |
| 8. | Jean-Claude Lebaube | Francia | + 6'12"    |  |
| 9. | Silvano Schiavon    | Italia  | + 6'38"    |  |
| 10. | Felice Gimondi      | Italia  | + 6'58"    |  |